# Барышев, Дмитрий Яковлевич
Дмитрий Яковлевич Барышев (26 июля 1909, Пермский уезд — 1 января 1964) — советский военнослужащий, участник Великой Отечественной войны, полный кавалер ордена Славы, автоматчик моторизованного батальона автоматчиков 62-й гвардейской танковой бригады, гвардии старший сержант — на момент представления к награждению орденом Славы 1-й степени.

## Биография
Родился 26 июля 1909 года в деревне Косогор (ныне — Чусовского района Пермского края). Образование неполное среднее. Работал на нефтепромыслах, в пожарной охране в поселке Верхнечусовские Городки.
В 1943 году был призван в Красную Армию. На фронте с июля того же года. Весь боевой путь прошел в составе Уральского добровольческого танкового корпуса. Воевал на Брянском и 1-м Украинском фронтах, принимал участие в Орловской наступательной операции, освобождении Украины, Польши. Член ВКП/КПСС с 1944 года.
21 марта 1944 года близ города Скалат-Старый гвардии сержант Барышев вместе с бойцами скрытно проник в расположение противника и подбил 2 вражеских танка. Будучи раненным, оставался в строю и руководил преследованием группы отступающего неприятеля.
Приказом от 23 мая 1944 года гвардии сержант Барышев Дмитрий Яковлевич награждён орденом Славы 3-й степени.
С 24 по 27 июля 1944 года в боях за города Львов помощник командира взвода гвардии сержант Барышев вместе с подчиненными поразил свыше 20 противников, подавил 9 огневых точек, сжег автомобиль с боеприпасами.
Приказом от 13 августа 1944 гвардии сержант Барышев Дмитрий Яковлевич награждён орденом Славы 2-й степени.
15 января 1945 года, возвращаясь из рейда в тыл противника в районе города Кельце, гвардии сержант Барышев с двумя разведчиками обнаружил засаду противника. Разведчики противотанковыми гранатами подбили танк и 2 штурмовых орудия, находившиеся в засаде. 17 января в бою близ населенного пункта Пишлинг уничтожил свыше 10 противников, 2 офицеров взял в плен.
Указом Президиума Верховного Совета СССР от 10 апреля 1945 года за исключительное мужество, отвагу и бесстрашие, проявленные в боях с вражескими захватчиками, гвардии сержант Барышев Дмитрий Яковлевич награждён орденом Славы 1-й степени. Стал полным кавалером ордена Славы.
В 1945 году был демобилизован. Вернулся на родину. Жил в поселке Лямино Чусовского района Пермской области. Служил в пожарной охране. Скончался 1 января 1964 года.

## Награды
- Полный кавалер ордена Славы:
  - Орден Славы I степени (10 апреля 1945, орден № 229)[1];
  - Орден Славы II степени (13 августа 1944, орден № 3479)[2];
  - Орден Славы III степени (23 мая 1944, орден № 9934)[3];
- Орден Отечественной войны I степени (?);
- Медаль «За победу над Германией в Великой Отечественной войне 1941—1945 гг.»;
- Медаль «За взятие Берлина»;
- Медаль «За освобождение Праги»